# Bunker du Bréau
La casemate du Bréau, communément appelé le Bunker, est un ancien poste de commandement et centre de télécommunications de l'OTAN ayant également servi d'abri militaire, à Fontainebleau, en France. De nos jours, la structure est désaffectée, mais des projets sont à l'étude pour l'exploitation de son terrain.

## Situation et accès
L'édifice est situé au sud de la ville de Fontainebleau, à proximité de la limite communale avec Avon, et plus largement au sud-ouest du département de Seine-et-Marne. Son entrée, à l'est, est accessible par la rue du Haut-d'Avon.

## Histoire

### Contexte
Dès 1951, Fontainebleau accueille le quartier général des Forces Alliées Centre-Europe (AFCENT) de l'Organisation du traité de l'Atlantique nord qui cherche à élargir sa défense commune à l'ensemble de l'Europe occidentale.

### Utilisation militaire
La structure est construite en 1952 afin d'y installer un poste de commandement des troupes américaines qui sert notamment pour les télécommunications. La France quitte le commandement intégré de l'OTAN en 1966, ce qui force le rapatriement des troupes. L'armée reprend les lieux et s'en sert jusqu'en 2000-2002. Ainsi, en 1967, le Bunker devient un entrepôt d'habits militaires qui comporte même l'atelier de préparation des parachutes de l'équipe de France. Puis, il devient inoccupé à partir de 1993,,.

### Délabrement et difficultés d'amménagement
Laissé sans chauffage, sans électricité, le site se délabre, notamment avec les infiltrations d'eau. Quelques projets sont portés : Fontainebleau souhaite en faire un hôtel d'entreprises, un maire d'Avon le siège de la communauté de communes, des entrepreneurs proposent un centre de données, on envisage encore un hôpital en rasant l'édifice. En fin de compte, aucun projet n'aboutit à cause des montants des travaux pour le réhabiliter. Le raser pose également problème puisque ses murs ont été conçus pour résister à une attaque nucléaire,.

### Projet de services techniques mutualisés
Les municipalités de Fontainebleau et d'Avon envisagent finalement une mutualisation des locaux pour les services techniques des deux communes, ce qui permet de mettre en commun un nouvel espace et du matériel. Elles cofinancent une étude et se réunissent à ce sujet en 2019. Dans cette conjecture, elles prévoient non pas une rénovation du Bunker mais la construction d'un bâtiment de 7 000 m2 juste à côté de celui-ci, avec un coût estimé à 8 millions d'euros hors taxe. Outre les parties communes, chaque commune disposerait de ses propres hangars et de ses bureaux. Si un tel projet voit le jour, l'établissement d'un parc de stationnement pour le personnel nécessiterait de raser le mur d'enceinte du Bunker,,.

### Projet de salle de spectacle
Lors de sa campagne pour les élections municipales de 2020 à Fontainebleau, le maire sortant et de nouveau élu, Frédéric Valletoux, formule l'une de ses promesses électorales qui consiste en la création d'une salle de spectacle de 2 000 places destinée à la jeunesse, idée qui recueille une unanimité parmi les acteurs locaux. Ainsi, il évoque le Bunker comme potentiel lieu pour l'accueillir, malgré l'ambitieux défi pour l'aménager.

## Structure
La casemate forme un rectangle au sol de 60 m sur 50 m, soit une surface de 3 000 m2. Ses murs font 2 m d'épaisseur avec notamment un mur d'enceinte allant jusqu'à 4 m d'épaisseur et de 3,5 m à 5 m de hauteur.

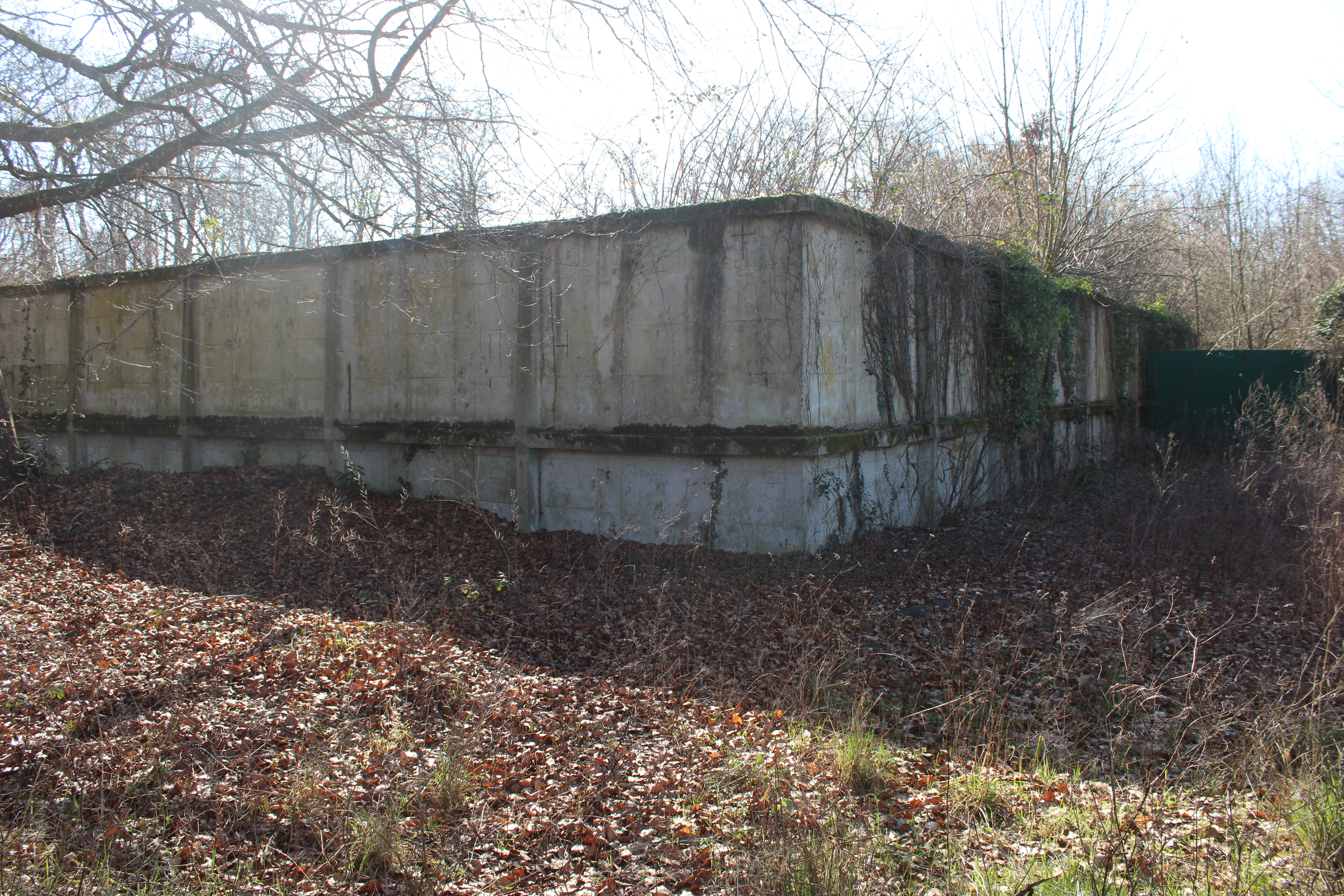
Mur d'enceinte depuis la rue du Haut-d'Avon.
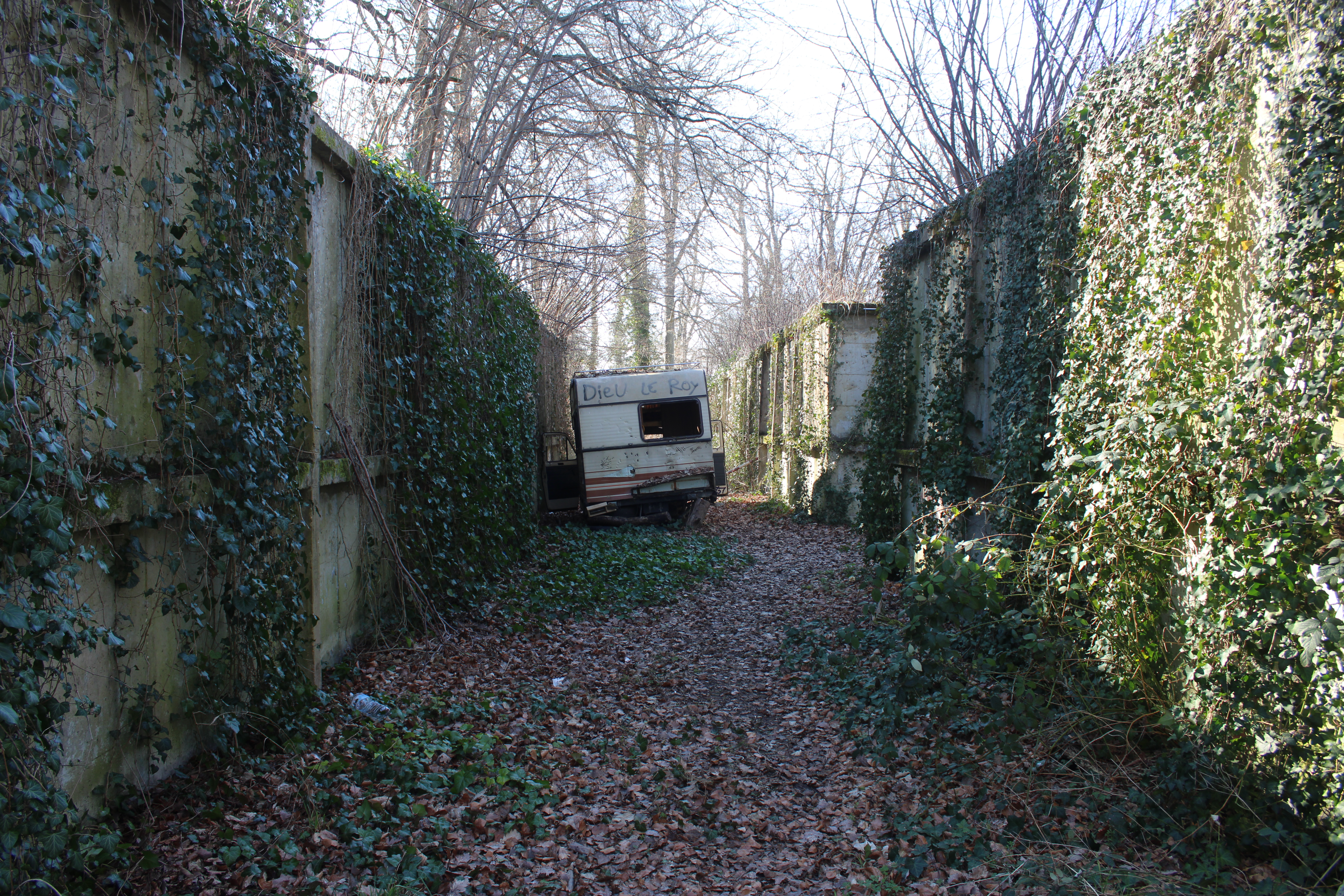
Une des allées entre plusieurs murs.
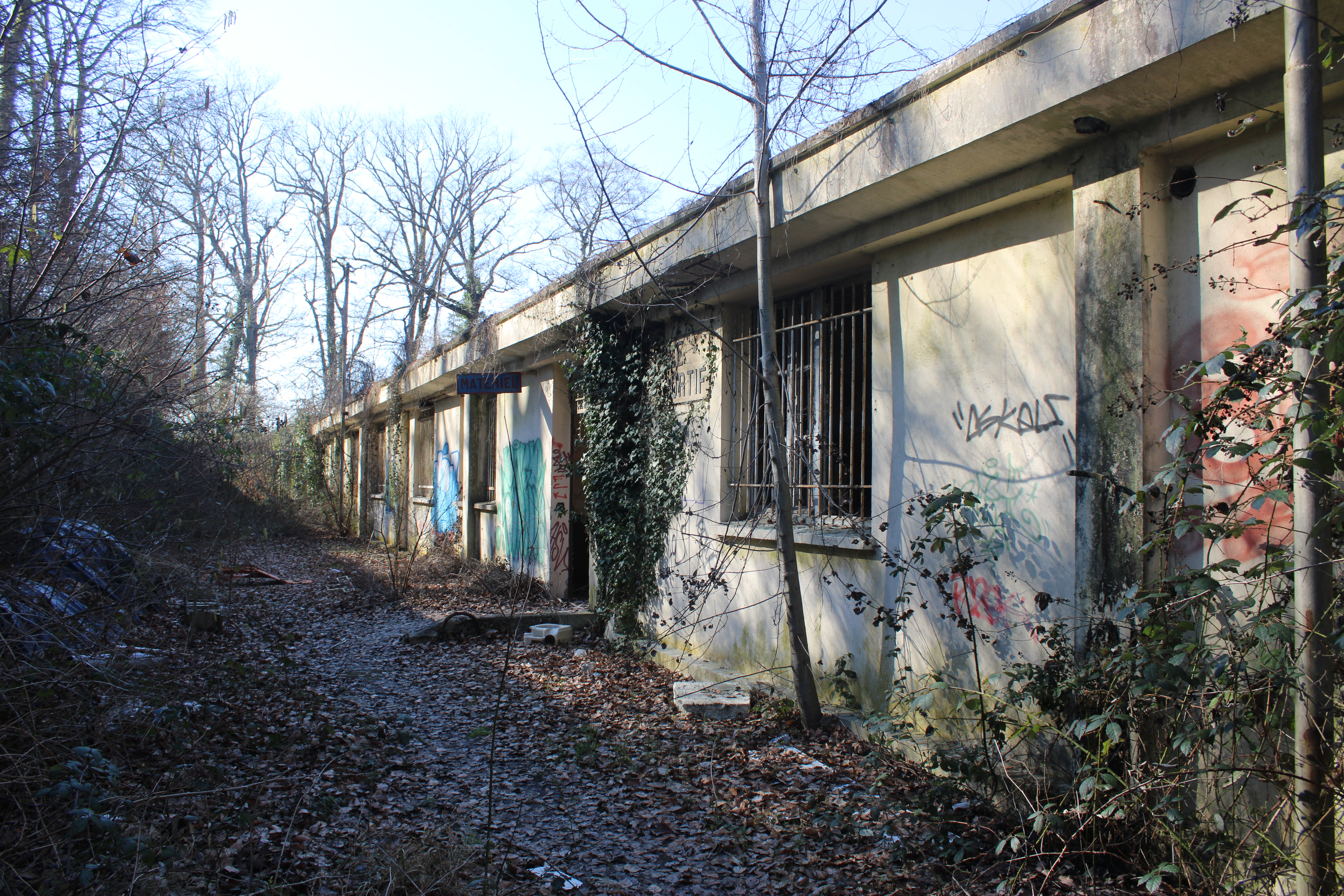
Une des allées intérieures.
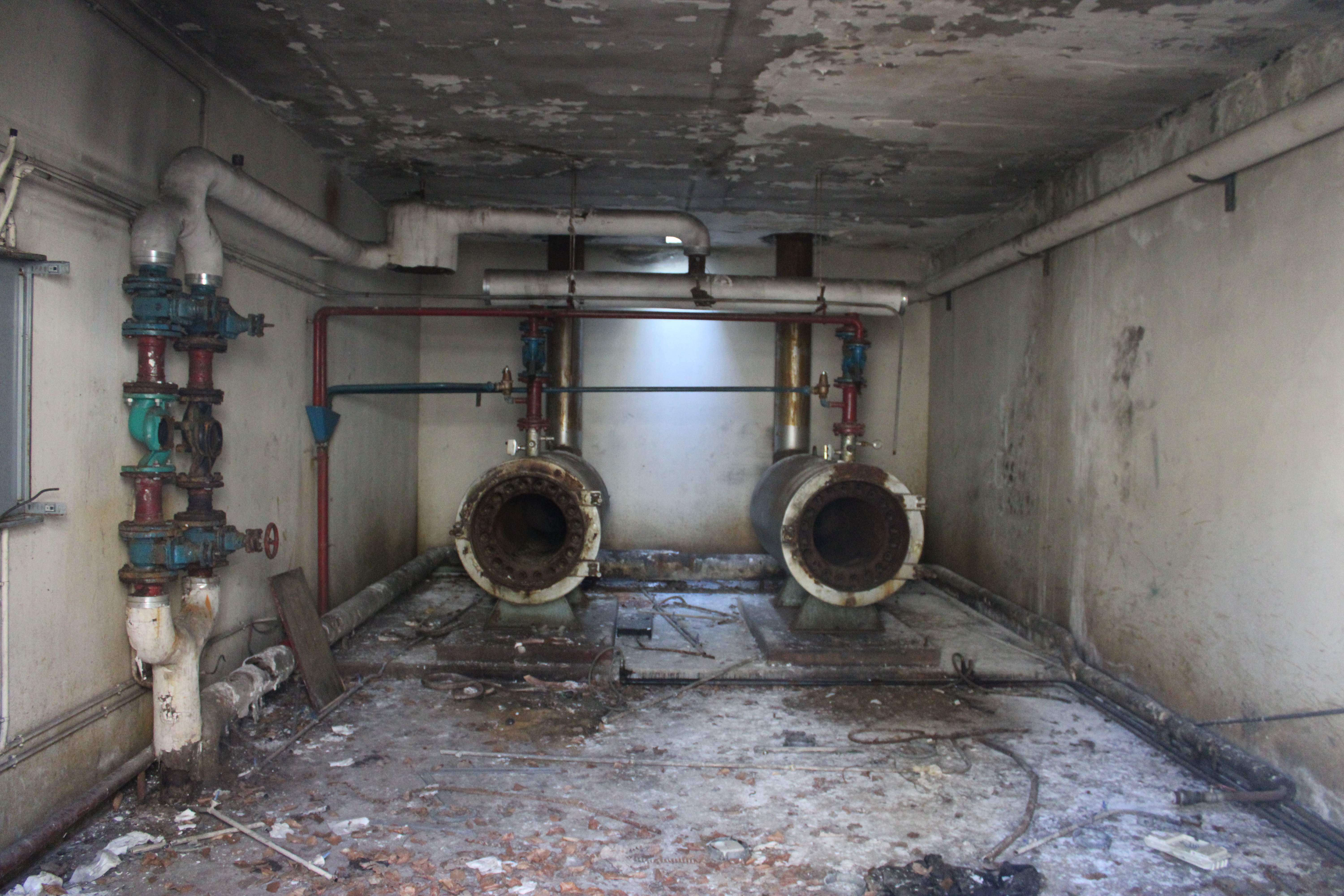
Une des salles intérieures.